# Гней Корнелий Косс (военный трибун 406 года до н. э.)
Гней Корнелий Косс (лат. Gnaeus Cornelius Cossus; V век до н. э.) — римский политический деятель из патрицианского рода Корнелиев, военный трибун с консульской властью 406, 404 и 401 годов до н. э. У его отца, согласно консульским фастам, был преномен Публий (это мог быть военный трибун 415 года до н. э.), у деда — Авл.

## Биография
В 406 году до н. э. Гней Корнелий стал одним из четырёх военных трибунов с консульской властью. По решению сената трибуны внесли в народное собрание предложение об объявлении войны Вейям, так как в этом городе были оскорблены римские послы, но плебеи это предложение отвергли. В дальнейшем трое трибунов отправились воевать с вольсками, а Гней Корнелий остался в Риме.
В 404 году Гней Корнелий был одним из шести военных трибунов. Магистраты этого года разбили вольсков в сражении между Ферентином и Эцетрами и взяли город Артена.
Во время трибуната 401 года до н. э. Гней Корнелий воевал с капенцами; не пытаясь взять вражеский город, он грабил его окрестности. Существует мнение, что именно он обеспечил избрание военным трибуном на следующий год (400 до н. э.) своего брата Публия Лициния Кальва Эсквилина, ставшего первым плебеем на этой должности.